# Privel Hinkati
Privel Hinkati (* 8. Dezember 1988 in Caen) ist ein französisch-beninischer Ruderer.

## Laufbahn
Eigenen Angaben zufolge entdeckte Hinkati für sich den Rudersport im Jahr 2003 während eines Urlaubs. Sein internationales Debüt gab er 2014. Im Folgejahr verpasste er die ursprünglich angestrebte Qualifikation für die Olympischen Sommerspiele 2016. Bei den Afrikameisterschaften 2017 in Tunis gewann er die Bronzemedaille und mit einem fünften Platz zwei Jahre später qualifizierte er sich als erster beninischer Ruderer für Olympische Sommerspiele.
Für Benin nahm Hinkati als einer von sieben Startern an den Olympischen Sommerspielen 2020 teil. Bei den tatsächlich im Jahr 2021 in Tokio ausgetragenen Spielen war er, neben Nafissath Radji, einer der beiden Fahnenträger Benins. Im Einer im Sea Forest Waterway qualifizierte er sich in Vorlauf 5 mit einer Zeit von 7:40,87 min für die Hoffnungsläufe. Über diesen Weg erreichte er das E-Finale und letztlich Rang 27.